# Tartagal (Salta)

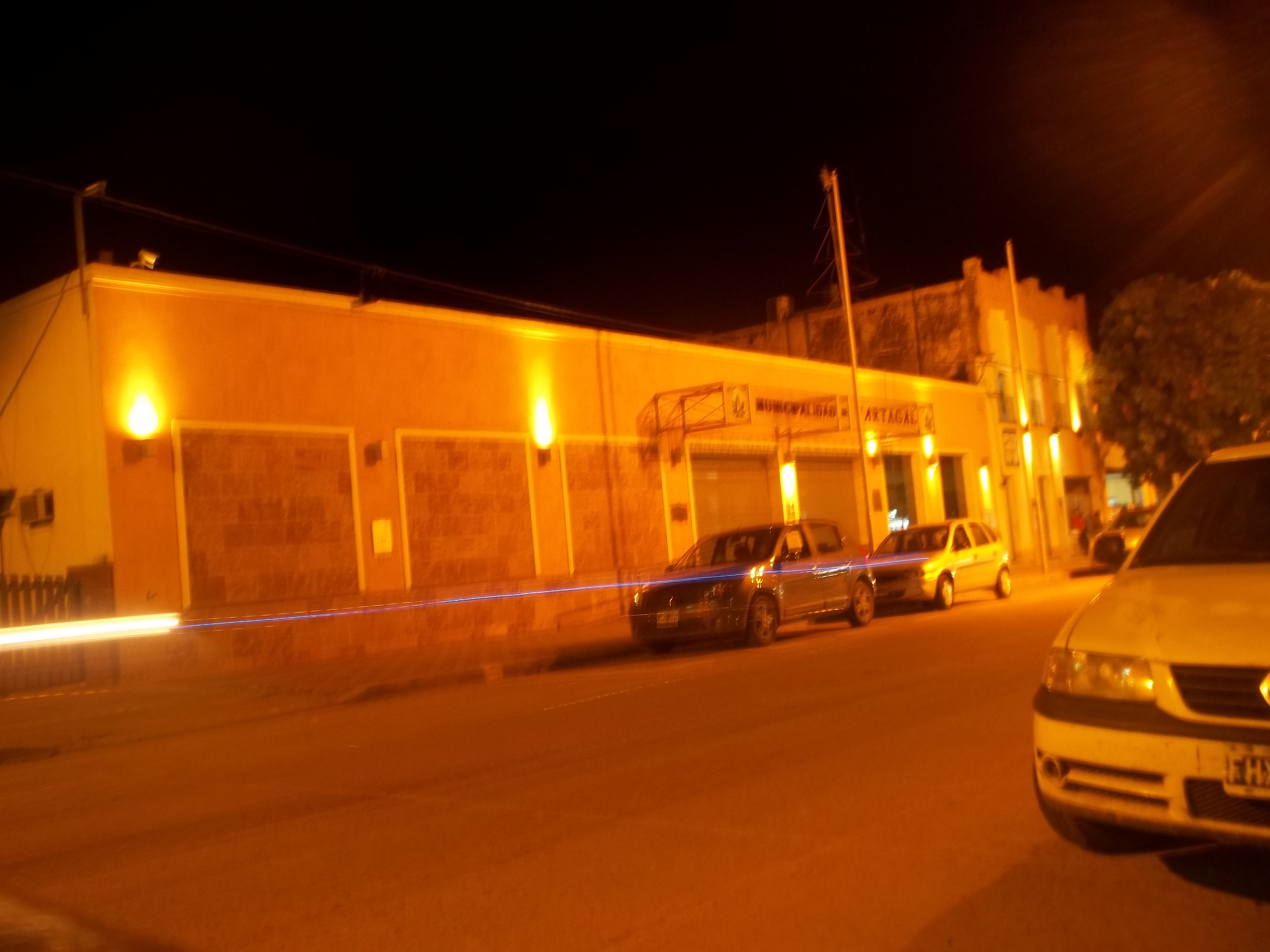
Gemeentehuis

Tartagal is een plaats in het noorden van de Argentijnse provincie Salta. De plaats telt 56.308 inwoners.
De stad ligt in een economisch belangrijk gebied voor het Argentinië. Het herbergt bijvoorbeeld het op een na grootste natuurlijke gasreservoir van het land. Ook passeert eer veel handelsverkeer omdat het op korte afstand van de grenzen met Bolivia en Paraguay ligt.
Op 12 november 1966 werden er vanuit Tartagal een aantal raketten afgeschoten tijdens een zonsverduistering in verband met wetenschappelijk onderzoek.
Op 9 februari 2009, zorgde hevige regenval voor een overstroming van de Tartagal Rivier, die buiten zijn oevers trad en een groot deel van de stad onder water zette. Als gevolg hiervan kwamen 11 mensen om en ontstond er grote materiële schade. President Cristina Kirchner noemde de gevolgen van de natuurramp "een tragedie van de armoede".